# Kirche Bellnhausen

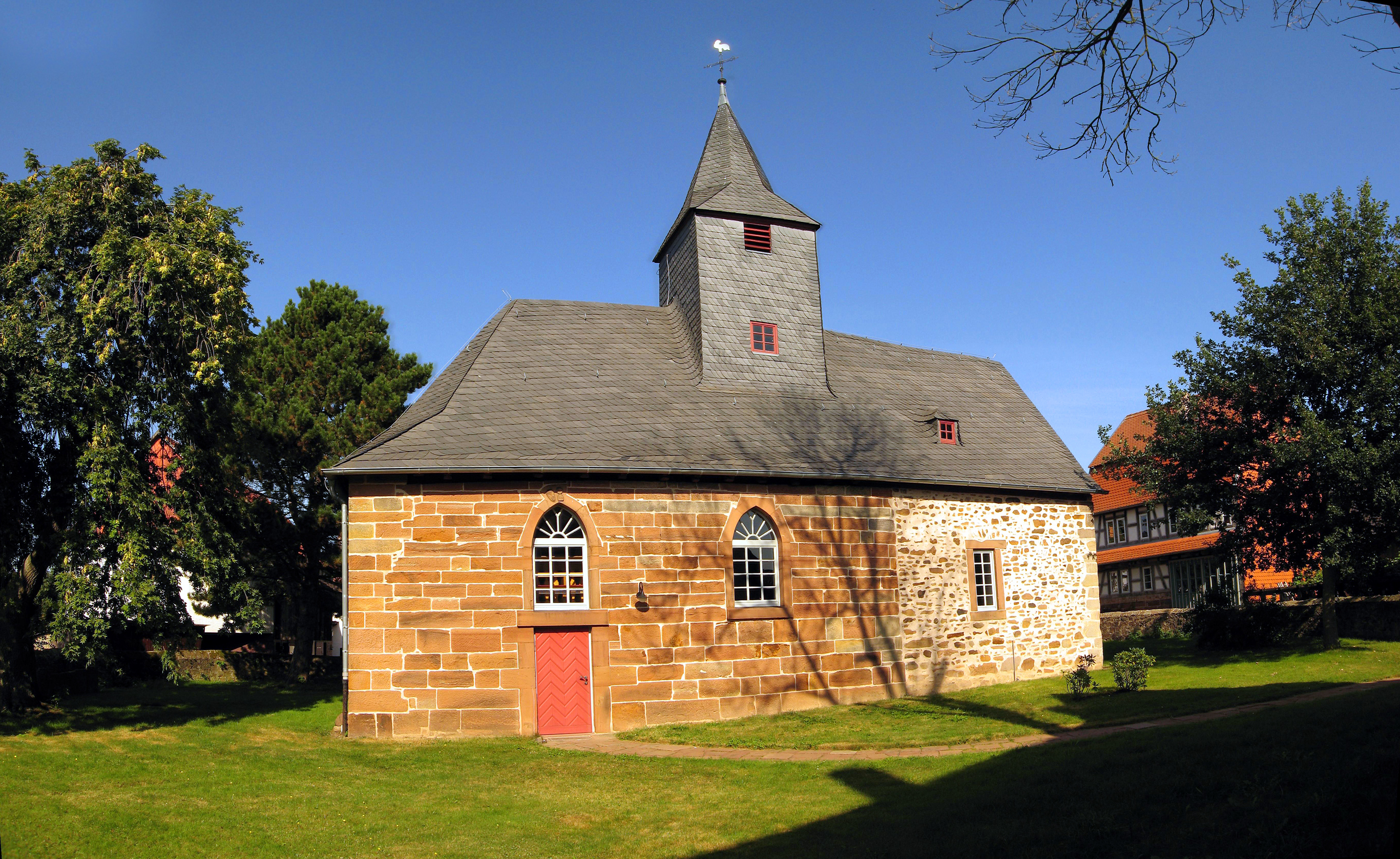
Kirche Bellnhausen

Die evangelisch-unierte Kirche Bellnhausen steht in Bellnhausen, einem Ortsteil der Gemeinde Fronhausen im Landkreis Marburg-Biedenkopf von Hessen. Die Kirche gehört zur Kirchengemeinde Hassenhausen im Kirchenkreis Marburg im Sprengel Marburg der Evangelischen Kirche von Kurhessen-Waldeck.

## Beschreibung
Von der kleinen romanischen Saalkirche aus dem späten 11. oder frühen 12. Jahrhundert ist die Nordwand mit Resten zweier Bogenfenster erhalten. Die Süd- und die Westwand wurden im 19. Jahrhundert erneuert. Auf dem Kirchenschiff sitzt ein schiefergedecktes Satteldach, das im Westen abgewalmt ist. In der Mitte erhebt sich aus ihm ein quadratischer Dachreiter, der einen achtseitigen spitzen Helm trägt. Der gleichbreite rechteckige Chor aus dem 13. Jahrhundert ist innen mit einem Kreuzgratgewölbe überspannt. Das Kirchenschiff hat eine Flachdecke, die in der Mitte von einer Stütze getragen wird. Um 1688 wurde sie mit zwei Medaillons verziert, in denen ein Phönix und ein Pelikan dargestellt sind. Die Brüstungen der Emporen sind mit Christus und den Aposteln 1688 und 1729 bemalt worden. Die Kanzel wurde 1600 gebaut. Das Sakramentshaus ist spätgotisch. Die Chorempore wurde 1714 errichtet. Auf ihr steht die Orgel mit 5 Registern, einem Manual und einem angehängten Pedal, die um 1970 vom Orgelbau Böttner gebaut wurde.